# Ray Cooney
Raymond George Alfred Cooney, dit Ray Cooney, est un écrivain et acteur de théâtre britannique né le 30 mai 1932 à Londres au Royaume-Uni. Considéré comme un des plus grands dramaturges du pays, dix-sept de ses pièces ont été jouées dans le quartier de West End à Londres et ses œuvres ont été traduites dans plus de quarante langues. Fils de Gerald et Olive (née Clarke). Marié à Linda (née Dixon) en 1962. A deux fils, Michael et Daniel. 

## Biographie
C'est en 1946, pendant les vacances scolaires, que Ray Cooney a passé une audition pour le producteur Emile Littler et décroché son premier rôle, à l'âge de 14 ans, dans Song of Norway au Palace Théâtre, Londres. Mais ce n'est qu'en 1952, après son service militaire, que sa carrière a vraiment commencé. Il raconte comment, après avoir répondu à une annonce dans "The Stage" il s'est engagé dans la compagnie Midlands Productions. Croyant avoir répondu à une compagnie dites de "répertoire hebdomadaire", il s'est trouvé engagé dans une compagnie de "fit-up". Dans ce genre de compagnie itinérante, qui n'existe plus d'ailleurs, le matin on montait le décor, l'après-midi on répétait, et le soir on jouait. Et après avoir joué, il fallait apprendre son rôle pour la pièce du lendemain. Malgré ce régime infernal, Ray Cooney est resté chez Midlands Productions pendant 2 ans.
Par la suite il a joué dans des compagnies dites de "répertoire" un peu partout en Angleterre, avant de rejoindre, en 1956, la compagnie de Brian Rix au Whitehall Theatre, Londres, où il a repris le rôle de Flash Harry dans Dry Rot de John Chapman (1927-2001). Pour sa part, celui-ci jouait le rôle de John Danby. Au cours des représentations de Dry Rot, John Chapman a écrit une nouvelle comédie Simple Spymen une comédie à 12 personnages dans laquelle Ray Cooney a joué un petit rôle, Corporal Flight. C'est alors que, pour ne pas s'ennuyer dans sa loge, il a commencé à écrire lui-même. Sa première comédie (coécrite avec Tony Hilton) était One for the pot, créée en 1961. Mais plus tard, à force de se côtoyer sur scène, l'amitié entre Ray et John a donné naissance à une collaboration qui a engendré, entre autres, les deux premières de ses pièces jouées en France, sous les titres de Le Vison voyageur et Le Saut du lit.
Sa carrière de producteur et de metteur en scène a commencé en 1965 avec Thark de Ben Travers au Garrick Theatre, Londres, mais sa première réussite notable en tant que coproducteur et metteur en scène était Move over Mrs Markham, comédie qu'il a coécrite avec John Chapman. Son plus grand succès a été Run for your wife, qui, après avoir été créé à Guildford en 1982, est resté à l'affiche au West End de Londres pendant presque 9 ans à partir de 1983. En 2001, il a créé Caught in the net, la suite de Run for your wife. Les créatrices des rôles des deux femmes du chauffeur de taxi de Run for your wife ont repris leurs rôles 19 ans plus tard dans cette nouvelle comédie, dont l'adaptation en français Chat et Souris a été jouée pendant deux saisons entre 2007 et 2009 au Théâtre de la Michodière.
D'habitude, après avoir écrit une de ses comédies, Ray Cooney la monte pour une courte saison dans un théâtre de province. Il joue, habituellement, le rôle principal. En fonction de la réaction du public, il n'hésite pas à réécrire complètement la pièce avant de la monter au West End de Londres. L'exemple le plus radical est sa pièce Time's up qu'il a transformé en comédie musicale Twice upon a time montée en 2008 à Redondo Beach en Californie.
Dans les années 1970, Ray Cooney a été le producteur de plusieurs succès avec des vedettes telles que Robert Morley (A Ghost on tiptoe), Derek Nimmo (Why not stay for breakfast ?), Dame Anna Neagle (The Dame of Sark), Felicity Kendal (Clouds), et Tom Conti (Whose life is it anyway ?).
À cette période, il s'est associé avec un magnat de l'immobilier, Laurie Marsh. À l'apogée de cette association, le Cooney-Marsh Group dirigeait six théâtres à Londres : Ambassadors, Duke of York's, Shaftesbury, Astoria, Regent, et Broadway, ce dernier étant dans la banlieue de Kilburn. Il a engagé son ami de longue date, Brian Rix, en tant que Directeur Général. Pendant un an, Cooney et Marsh ont dirigé, avec les frères Nederlander, un théâtre à Broadway. Auparavant le Billy Rose Theatre, ils l'ont renommé le Trafalgar Theatre. Après une rénovation importante, ils l'ont ouvert avec Whose life is it anyway ?. Tom Conti y a fait son début à Broadway, et a gagné un Tony Award. En 1980 le théâtre est devenu le Nederlander Theatre, et à présent est sous la direction des seuls frères Nederlander.
Ray Cooney a été le moteur de la création, en 1976, des Society of West End Theatre Awards, devenus en 1984 les Olivier Awards. Ceux-ci sont l'équivalent de nos Molières.
En 1983, au Shaftesbury Theatre, il a créé the Theatre of Comedy. Les actionnaires de la société étaient tous des comédiens, auteurs, et metteurs en scène qui produisaient des pièces dans lesquelles ils participaient. Dans l'esprit de Ray Cooney, il créait une « comédie française » anglaise… mais sans la subvention. Le Theatre of Comedy est toujours propriétaire du Shaftesbury.
Les comédies de Ray Cooney ont été adaptées dans plus de 40 langues et jouées dans encore plus de pays, y compris la Chine et la Russie. Il n'est pas surprenant que celui qu'on appelle souvent « le Feydeau anglais », soit un des auteurs britanniques les plus joués en France.
En 2004, il s'est vu remettre par la reine Élisabeth II l'Ordre de l'Empire britannique pour ses services rendus au théâtre dramatique.

## Œuvres

### Auteur
- 1961 - One for the Pot (Trois Partout), Whitehall Theatre, Londres (avec Tony Hilton)
- 1964 - Chase Me, Comrade, Whitehall Theatre, Londres
- 1965 - Charlie Girl, Adelphi Theatre, Londres (avec Hugh et Margaret Williams)
- 1967 - Bang Bang Beirut - titre initial Stand by your Bedouin Garrick Theatre, Londres (avec Tony Hilton)
- 1968 - My Giddy Aunt, Savoy Theatre, Londres (avec John Chapman)
- 1968 - Not Now, Darling (Le Vison voyageur), Savoy Theatre, Londres (avec John Chapman)
- 1971 - Move Over, Mrs. Markham (Le saut du lit ou Tout le plaisir est pour nous) (avec John Chapman)
- 1973 - Why Not Stay for Breakfast? (Un oreiller... ou trois ?), Apollo Theatre, Londres (avec Gene Stone)
- 1975 - There Goes the Bride (Voyez vous ce que je vois ?), Ambassadors Theatre, Londres (avec John Chapman)
- 1977 - Elvis, Astoria Theatre, Londres
- 1981 - Her Royal Highness, Palace Theatres, Londres (avec Royce Ryton)
- 1981 - Two into One (C'est encore mieux l'après-midi), Shaftesbury Theatre, Londres
- 1982 - Run for Your Wife (Stationnement alterné), Shaftesbury Theatre, Londres
- 1986 - Wife Begins at Forty (avec Arne Sultan et Earl Barret)
- 1990 - Out of Order (Panique au Plazza ou Coup sur coup au Québec), Shaftesbury Theatre, Londres
- 1992 - It Runs in the Family (Impair et Père), The Playhouse, Londres,
- 1994 - Funny Money (Espèces menacées, ou La mallette rouge au Québec), The Playhouse, Londres
- 2001 - Caught in the Net (Chat et Souris, ou Double vie au Québec), Vaudeville Theatre, Londres
- 2005 -  Tom, Dick and Harry, Duke of York's Theatre, Londres (avec Michael Cooney)
- 2005 - Time's Up: The Musical (musique de Chris Walker), Yvonne Arnaud Theatre, Guildford
- 2008 - Twice Upon a Time (musique de Chris Walker), Redondo Beach Performing Arts Centre, États-Unis

### Metteur en scène
- 1965 - Thark
- 1967 - In at the death
- 1970 - Press Cuttings
- 1970 - Three, Fortune Theatre, Londres
- 1971 - Move over, Mrs. Markham, Vaudeville Theatre, Londres
- 1972 - The Mating game Apollo Theatre, Londres
- 1973 - Why not stay for breakfast?, Apollo Theatre, Londres
- 1974 - Birds of Paradise, Garrick Theatre, Londres
- 1981 - Two into one, Shaftesbury Theatre, Londres
- 1983 - Run for your wife, Shaftesbury Theatre, Londres
- 1990 - Out of order, Shaftesbury Theatre, Londres
- 1992 - It runs in the family, The Playhouse, Londres
- 1994 - Funny Money, The Playhouse, Londres
- 2001 - Caught in the net, Vaudeville Theatre, Londres
- 2005 - Tom, Dick and Harry, Duke of York's Theatre, Londres
- 2005 - Twice upon a Time, Yvonne Arnaud Theatre, Guildford

### Comédien
- 1946 - Song of Norway, Palace Theatre, Londres
- 1947 - Calcutta in the morning, Players' Theatre, Londres
- 1948 - Larkin, The Hidden Years, Fortune Theatre, Londres
- 1956 - Dry Rot, Whitehall Theatre, Londres
- 1958 - Corporal Flight, Simple Spymen, Whitehall Theatre, Londres
- 1961 - One for the pot, Whitehall Theatre, Londres
- 1964 - Sergeant Trotter, The Mousetrap, Ambassadors Theatre, Londres
- 1966 - Simon Sparrow, Doctor at sea, Prince of Wales Theatre, Londres
- 1967 - Prosser, Uproar in the house, Whitehall Theatre, Londres
- 1968 - Wainwright, Charlie Girl, Adelphi Theatre, Londres
- 1970 - Not now, darling, Savoy Theatre, Londres
- 1975 - Timothy Westerby, There goes the bride, Ambassadors Theatre, Londres
- 1976 - Willoughby Pink, Banana Ridge, Savoy Theatre, Londres
- 1981 - Two into one, Haymarket Theatre, Leicester
- 1983 - John Smith, Run for your wife, Shaftesbury Theatre, Londres
- 1990 - Out of order, Shaftesbury Theatre, Londres
- 1992 - It runs in the family, Playhouse Theatre, Londres

### Producteur
- 1965 - Thark
- 1966 - Doctor at Sea, Prince of Wales Theatre, Londres
- 1967 - In at the Death
- 1968 - My Giddy Aunt
- 1971 - Move Over, Mrs. Markham, Vaudeville Theatre, Londres
- 1972 - The Mating Game, Apollo Theatre, Londres (titre précédent As long as it's warm
- 1972 - Lloyd George knew my father
- 1973 - Two and Two make sex, Cambridge Theatre, Londres
- 1973 - Say Goodnight to Grandma
- 1973 - At the end of the day
- 1973 - Why not stay for breakfast?, Apollo Theatre, Londres
- 1974 - Springtime for Henry, Oxford Theatre Festival
- 1974 - The Trials of Oscar Wilde, Oxford Theatre Festival
- 1974 - The Dame of Sark, Oxford Theatre Festival puis Whyndham's Theatre, Londres
- 1974 - Saint Joan, Oxford Theatre Festival
- 1974 - The Little Hut, Oxford Theatre Festival puis Duke of York's Theatre, Londres
- 1974 - The Bedwinner, Royalty Theatre, Londres (titre précédent That's no lady, that's my husband)
- 1974 - Jack the Ripper
- 1974 - A Ghost on tiptoe, Savoy Theatre, Londres
- 1974 - The Sack Race, Ambassadors Theatre, Londres (titre précédent The Sacking of Norman Banks)
- 1975 - There goes the bride, Ambassadors Theatre, Londres
- 1975 - Hinge and Bracket, Ambassadors Theatre, Londres
- 1975 - Murder at the vicarage, Savoy Theatre, Londres
- 1975 - Ipi Tombi, Her Majesty's Theatre, Londres
- 1976 - Fringe Benefits, Whitehall Theatre, Londres
- 1976 - Dear Daddy
- 1976 - Banana Ridge, Savoy Theatre, Londres
- 1976 - What's a nice country like U.S. doing in a state like this?, May Fair Theatre, Londres
- 1976 - Some of my best friends are husbands, Mermaid Theatre, Londres
- 1977 - Fire Angel, Her Majesty's Theatre, Londres
- 1977 - Elvis, Astoria Theatre, Londres
- 1978 - Lady Harry, Savoy Theatre, Londres
- 1978 - Sleuth, Savoy Theatre, Londres
- 1978 - Spinechiller, Duke of York's Theatre, Londres
- 1978 - Clouds, Duke of Yorks Theatre, Londres
- 1978 - Whose Life is it anyway?, Savoy Theatre, Londres
- 1979 - Chicago, Cambridge Theatre, Londres
- 1979 - Bodies
- 1979 - Brasil Tropical
- 1979 - Hello, Dolly
- 1979 - Ain't Misbehavin'
- 1979 - Beatlemania, Astoria Theatre, Londres
- 1979 - Not Now Darling, Savoy Theatre, Londres
- 1979 - Irma La Douce, Shaftesbury Theatre, Londres
- 1980 - Duet for one, Duke of York's Theatre, Londres
- 1980 - They're playing our song, Shaftesbury Theatre, Londres
- 1983 - Pygmalion, Shaftesbury Theatre, Londres
- 1983 - See how they run (reprise), Shaftesbury Theatre, Londres
- 1983 - Aladdin, Shaftesbury Theatre, Londres
- 1983 - Run for your wife, Shaftesbury Theatre, Londres
- 1984 - Intimate exchanges, Ambassadors Theatre, Londres
- 1984 - Passion play, Whyndhams Theatre, Londres
- 1984 - Loot (reprise), Ambassadors Theatre, Londres
- 1986 - An Italian Straw hat, Shaftesbury Theatre, Londres
- 1990 - Out of order, Shaftesbury Theatre, Londres
- 1992 - It runs in the family, The Playhouse, Londres
- 1994 - Funny Money, The Playhouse, Londres
- 2001 - Caught in the net, Vaudeville Theatre, Londres
- 2005 - Tom, Dick and Harry, Duke of York's Theatre, Londres
- The Queen's Highland Servant

- My son's father

### Scénariste
- 1960 -  (avec Tony Hilton) The Hand, American International
- 1960 - Boobs in the wood
- 1961 -  (avec Tony Hilton and Darcy Conyers) The Night we got the bird
- 1962 - (avec Tony  Hilton) What a carve up!
- 1962 - Round the bend
- 1972 - Charlie Girl
- 1975 - Not now, darling
- 1977 - Not now, comrade
- 1979 - Why not stay for breakfast?
- 1980 - There goes the bride
- 2012 - Run For Your Wife (en) (également coréalisateur)

### Radio
- 1968 - Doctor In The House
- 1969 - Doctor At Large
- 1971 - Tale of the repertory actor
- 1972 -  (avec John Chapman) Mr. Willow's Wife
- 1987 - Starring Leslie Willey